# Danh sách quốc ca

## A
- Afghanistan: Soroud-e-Melli
- Ai Cập: Bilady, Bilady, Bilady (Tổ quốc tôi, Tổ quốc tôi, Tổ quốc tôi)
- Albania: Himni i Flamurit (Ngân vang cho lá cờ)
- Algérie: Kassaman (Lời thề)
- Andorra: El gran Carlemany (Charlemagne vĩ đại)
- Angola: Angola Avante (Tiến lên, Angola)
- Anh Quốc: God Save the King (Chúa bảo vệ Quốc vương)[1]
- Antigua và Barbuda: Fair Antigua, We Salute Thee (Antigua tươi đẹp, chúng tôi kính chào bạn)
- Áo: Land der Berge, Land am Strome (Đất của núi, đất trên sông)
- Ả Rập Xê Út: Aash Al Maleek (Quốc vương muôn năm)
- Argentina: Himno Nacional Argentino (Quốc ca Argentina)
- Armenia: Mer Hayrenik (Tổ quốc chúng ta)
- Aruba: Aruba Dushi Tera (Aruba, vùng đất đáng yêu)
- Azerbaijan: Azerbaijan Marsi (Hành khúc Azerbaijan)
- Ấn Độ: Jana Gana Mana (Ngài ngự trong tâm của dân)

## B
- Bahamas: March On, Bahamaland (Tiến lên, Bahamaland!)
- Bahrain: Bahrainona (Bahrain của chúng ta)
- Ba Lan: Mazurek Dabrowskiego (Bài marzuka ca ngợi tướng Dąbrowski)
- Bangladesh: Amar Sonar Bangla
- Barbados: In Plenty and In Time of Need
- Bắc Macedonia: Denes nad Makedonija (Ngày nay trên Macedonia)
- Belarus: My Belarusy (Chúng ta, người Belarus)
- Belize: Land of the Free (Vùng đất của tự do)
- Bénin: L'Aube Nouvelle (Bình minh ngày mới)
- Bermuda: God Save the King (Chúa bảo vệ Quốc vương) (quốc ca chính thức)
Hail to Bermuda (quốc ca không chính thức)
- Bhutan: Druk Tsendhen (Vương quốc Rồng Sấm)
- Bỉ: Brabançonne (Bài ca Xứ Brabant)
- Bolivia: Himno Nacional de Bolivia (Quốc ca Bolivia)
- Bosna và Hercegovina: Državna himna Bosne i Hercegovine (Quốc ca Bosna và Hercegovina)
- Botswana: Fatshe leno la rona (Phúc lành cho vùng đất cao quý này)
- Bồ Đào Nha: A Portuguesa (Bài hát của người Bồ Đào Nha)
- Bờ Biển Ngà: L'Abidjanaise (Bài ca Abidjan)
- Brasil: Hino Nacional Brasileiro (Quốc ca Brasil)
- Brunei: Allah Peliharakan Sultan (Thượng đế phù hộ cho đức vua)
- Bulgaria: Mila Rodino (Hỡi đất Mẹ)
- Burkina Faso: Une Seule Nuit (Một đêm duy nhất)
- Burundi: Burundi Bwacu (Burundi của chúng ta)

## C
- Cabo Verde: Cântico da Liberdade (Bài ca tự do)
- Các Tiểu vương quốc Ả Rập Thống nhất: Ishy Bilady (Tổ quốc tôi muôn năm)
- Cameroon: Ô Cameroun berceau de nos ancêtres (Ôi Cameroon, cái nôi của những người đi trước)
- Campuchia: Nokoreach (Vương quốc huy hoàng)
- Canada: O Canada
- Chile: Himno Nacional de Chile (Quốc ca Chile)
- Colombia: Himno Nacional de la República de Colombia (Quốc ca Colombia)
- Comoros: Udzima wa ya Masiwa (Đảo quốc thống nhất)
- Costa Rica: Himno Nacional de Costa Rica (Hỡi Tổ quốc vinh quang với ngọn cờ xinh đẹp của Người)
- Cộng hòa Congo: La Congolaise (Bài ca Congo)
- Cộng hòa dân chủ Congo: Debout Congolais (Tiến lên, Congo)
- Cộng hòa Dominica: Himno nacional de República Dominicana (Quốc ca Cộng hoà Dominica)
- Croatia: Lijepa naša domovino
- Cuba: La Bayamesa (Bài ca xứ Bayamo)
- Curacao: Himno di Kòrsou

## D
- Djibouti: Djibouti (Quốc ca Djibouti)
- Dominica: Isle of Beauty, Isle of Splendour

## Đ
- Đài Loan: Quốc ca Trung Hoa Dân Quốc (中華民國國歌)
- Đan Mạch: Der er et Yndigt Land
- Đông Timor: Pátria (Tổ quốc)
- Đức: Das Lied der Deutschen (Bài hát của người Đức)

## E
- Ecuador: Salve, Oh Patria
- El Salvador: Himno Nacional de El Salvador (Quốc ca El Salvador)
- Eritrea: Ertra, Ertra, Ertra (Eritrea, Eritrea, Eritrea)
- Estonia: Mu isamaa, mu õnn ja rõõm (Tổ quốc tôi, niềm vui của tôi, hạnh phúc của tôi)
- Eswatini: Nkulunkulu Mnikati wetibusiso temaSwati (Ô Chúa là Thần của chúng ta, Eswatini)
- Ethiopia: Wedefīt Gesigishī wid inat ītiyop'iya (Tiến lên, hỡi Đất Mẹ Ethiopia)

## F
- Fiji: God Bless Fiji (Chúa phù hộ Fiji)

## G
- Gabon: La Concorde (Hòa hợp)
- Gambia: For The Gambia Our Homeland (Vì Gambia, quê hương của chúng ta)
- Ghana: God Bless Our Homeland Ghana (Chúa phù hộ cho quê hương Ghana của chúng ta)
- Gibraltar: Gibraltar Anthem (Quốc ca Gibraltar)
- Grenada: Hail Grenada
- Gruzia: Tavisupleba (Tự do)
- Guatemala: Himno Nacional de Guatemala (Quốc ca Guatemala)
- Guinée: Liberté (Tự do)
- Guiné-Bissau: Esta é a Nossa Pátria Bem Amada (Đây là Tổ quốc quý báu thân yêu của chúng tôi)
- Guinea Xích Đạo: Caminemos pisando las sendas de nuestra inmensa felicidad (Cùng tiến bước trên con đường hạnh phúc bao la)
- Guyana: Dear Land of Guyana, of Rivers and Plains (Mảnh đất Guyana thân yêu, của những dòng sông và đồng bằng)

## H
- Haiti: La Dessalinienne (Khúc ca của Dessalines)
- Hà Lan: Wilhelmus van Nassouwe (William của Nassau)
- Hàn Quốc: Aegukga (애국가)
- Hoa Kỳ: The Star-Spangled Banner (Lá cờ lấp lánh sao)
- Honduras: Himno Nacional de Honduras (Quốc ca Honduras)
- Hungary: Himnusz (Quốc ca)
- Hy Lạp: Ymnos eis tin Eleftherian (Thánh ca cho tự do)

## I
- Iceland: Lofsöngur
- Indonesia: Indonesia Raya (Indonesia vĩ đại)
- Iran: Mehr-e Xāvarān (Mặt trời đằng Đông)
- Iraq: Mawtini (Tổ quốc tôi)
- Ireland: Amhrán na bhFiann (Bài hát của Chiến binh)
- Israel: Hatikvah (Niềm hy vọng)

## J
- Jamaica: Jamaica, Land We Love (Jamaica, Vùng đất chúng ta yêu)
- Jordan: As-Salam Al-Malaki Al-Urduni

## K
- Kazakhstan: Meniñ Qazaqstanım (Kazakhstan của tôi)
- Kenya: Ee Mungu Nguvu Yetu
- Kosovo: Châu Âu (Quốc ca Kosovo)
- Kuwait: Al-Nasheed Al-Watani
- Kyrgyzstan: Кыргыз Республикасынын Мамлекеттик Гимни (Quốc ca Cộng hoà Kyrgyzstan)

## L
- Lào: Pheng Xat Lao (ເພງຊາດລາວ) (Bài ca nhân dân Lào)
- Latvia: Dievs, svētī Latviju! (Chúa phù hộ Latvia!)
- Lesotho: Lesotho Fatse La Bontata Rona (Lesotho, vùng đất của cha ông chúng tôi)
- Liban: Kulluna lil watan (Tất cả chúng ta, vì Tổ quốc!)
- Liberia: All Hail, Liberia, Hail!
- Libya: Libya, Libya, Libya
- Liechtenstein: Oben am jungen Rhein (Trên dòng sông Rhein)
- Liên bang Xô Viết (cũ): Gimn Sovetskogo Soyuza (Quốc ca Liên bang Xô Viết)
- Liên minh châu Âu: Ode hoan ca
- Litva: Tautiška giesmė (Bài thánh ca dân tộc)
- Luxembourg: Ons Heemecht (Quê hương ta)

## M
- Madagascar: Ry Tanindrazanay malala ô!
- Malawi: Mlungu dalitsani Malaŵi
- Malaysia: Negaraku (Tổ quốc tôi)
- Maldives: Qaumii Salaam (Lời chào Quốc gia)
- Mali: Le Mali
- Malta: L-Innu Malti (Bài thánh ca Malta)
- Maroc: Hymne Chérifien
- Mauritanie: Quốc ca Mauritanie
- Mauritius: Motherland (Đất mẹ)
- México: Himno Nacional Mexicano (Quốc ca México)
- Moldova: Limba noastră (Ngôn ngữ của chúng ta)
- Montenegro: Oj, svijetla majska zoro (Ồ, bình minh rạng rỡ tháng 5)
- Montserrat: God Save the King (Chúa bảo vệ Quốc vương) (quốc ca chính thức)
Motherland (Đất mẹ) (quốc ca không chính thức)
- Mozambique: Pátria Amada
- Mông Cổ: Bügd Nairamdakh Mongol (Quốc ca Mông Cổ)
- Myanmar: Kaba Ma Kyei (Đến tận cùng thế giới)

## N
- Namibia: Namibia, Land of the Brave
- Nam Phi: Nkosi Sikelel' iAfrica & Die stem van Suid-Afrika (Quốc ca Nam Phi)
- Nam Sudan: South Sudan Oyee! (Hoan hô Nam Sudan!)
- Na Uy: Ja, vi elsker dette landet (Vâng, chúng ta yêu đất nước này)
- Nepal: Sayaun Thunga Phool Ka (Kết từ muôn hoa)
- New Caledonia: La Marseillaise (Bài ca Marseille)
- New Zealand: God Defend New Zealand (Chúa chở che New Zealand)
- Nga: Gimn Rossiyskoy Federatsii (Quốc ca Liên bang Nga)
- Nhật Bản: Kimigayo (君が代)
- Nicaragua: Salve a ti, Nicaragua
- Niger: La Nigérienne (Bài ca Niger)
- Nigeria: Arise, O Compatriots

## O
- Oman: As-Salam as-Sultani

## P
- Pakistan: Qaumī Tarānah (Quốc ca Pakistan)
- Palestine: Fida'i
- Panama: Himno Istmeño
- Papua New Guinea: O Arise, All You Sons (Trỗi dậy, hỡi những người con của Tổ quốc)
- Paraguay: Himno Nacional Paraguayo (Quốc ca Paraguay)
- Peru: Himno Nacional del Perú (Quốc ca Peru)
- Pháp: La Marseillaise (Bài ca Marseille)
- Phần Lan: Maamme (Vùng đất của chúng ta)
- Philippines: Lupang Hinirang (Vùng đất được trời ban)
- Puerto Rico: La Borinqueña

## Q
- Qatar: Al-Salam Al-Amiri
- Quần đảo Cook: Te Atua Mou E (Chúa trời là Chân lý)
- Quần đảo Faroe: Tú alfagra land mítt (Bạn, vùng đất xinh đẹp nhất)
- Quần đảo Solomon: God Save Our Solomon Islands (Chúa bảo vệ Quần đảo Solomon của chúng ta)

## R
- România: Deşteaptă-te, române! (Hãy thức dậy, Romania!)
- Rwanda: Rwanda nziza (Rwanda xinh đẹp)

## S
- Saint Kitts và Nevis: O Land of Beauty! (Ôi vùng đất xinh đẹp!)
- Saint Lucia: Sons and Daughters of Saint Lucia (Những đứa con của Saint Lucia)
- Saint Vincent và Grenadines: Saint Vincent, Land so Beautiful (Saint Vincent, vùng đất thật tươi đẹp)
- San Marino: Inno Nazionale della Repubblica (Quốc ca của nước cộng hòa)
- São Tomé và Príncipe: Independência total (Hoàn toàn độc lập)
- Scotland: Flower of Scotland (Bông hoa Scotland)
- Séc: Kde domov můj (Quê tôi ở đâu)
- Sénégal: Le Lion rouge (Sư tử Đỏ)
- Seychelles: Koste Seselwa (Tụ họp lại tất cả người Seychelles)
- Sierra Leone: High We Exalt Thee, Realm of the Free (Chúng con tôn vinh Người, vương quốc của tự do)
- Serbia: Bože Pravde (Chúa của công lý)
- Singapore: Majulah Singapura (Tiến lên, Singapore)
- Síp: Ymnos eis tin Eleftherian (Thánh ca cho tự do)
- Slovakia: Nad Tatrou sa blýska (Bão trên dãy Tatra)
- Slovenia: Zdravljica
- Somalia: Qolobaa Calankeed (Mỗi quốc gia đều có lá cờ riêng)
- Sri Lanka: Sri Lanka Matha (Người mẹ Sri Lanka)
- Sudan: Nahnu Jund Allah Jund Al-watan (Chúng ta là những người lính của Chúa, những người lính của quê hương)
- Suriname: God zij met ons Suriname (Chúa ở cùng Suriname của chúng ta)
- Syria: Humat ad-Diyar (Những người bảo vệ quê hương)

## T
- Tajikistan: Surudi Milli (Quốc ca Tajikistan)
- Tanzania: Mungu ibariki Afrika (Chúa ban phước cho châu Phi)
- Tchad: La Tchadienne (Bài ca người Tchad)
- Tây Ban Nha: Marcha Real (Hành khúc hoàng gia)
- Thái Lan: Phleng Chat (เพลงชาติ)
- Thế vận hội: Bài ca Thế vận hội
- Thổ Nhĩ Kỳ: Istiklâl Marsi (Độc lập hành khúc)
- Thụy Sĩ: Thánh ca Thụy Sĩ
- Thụy Điển: Du gamla, Du fria
- Togo: Salut à toi, pays de nos aïeux (Đất đai của tổ tiên chúng ta)
- Triều Tiên: Aegukga (애국가)
- Trinidad và Tobago: Forged from the Love of Liberty
- Trung Phi: La Renaissance (Phục hưng)
- Trung Quốc: Nghĩa dũng quân tiến hành khúc (义勇军进行曲)
- Tunisia: Humat al-Hima (Những người bảo vệ quê hương)
- Turkmenistan: Garaşsyz Bitarap Türkmenistanyň Döwlet Gimni (Quốc ca Turkmenistan độc lập, trung lập)

## U
- Úc: Advance Australia Fair (Nước Úc tiến bước hùng cường)
- Uganda: Oh Uganda, Land of Beauty (Ôi, Uganda, Vùng đất Tươi đẹp)
- Ukraina: Shche ne vmerla Ukraina (Ukraina bất diệt)
- Uruguay: Himno Nacional de Uruguay (Quốc ca Uruguay)
- Uzbekistan: O'zbekiston Respublikasining Davlat Madhiyasi

## V
- Vanuatu: Yumi, Yumi, Yumi (Chúng ta, Chúng ta, Chúng ta)
- Vatican: Inno e Marcia Pontificale (Quốc ca và Hành khúc Giáo hoàng)
- Venezuela: Gloria al Bravo Pueblo (Vinh quang cho những người dũng cảm)
- Việt Nam: Tiến quân ca

## W
- Wales: Hen Wlad Fy Nhadau (Mảnh đất tổ tiên)

## Y
- Ý: Il Canto degli Italiani (Bài ca của người Ý)
- Yemen: نشيد اليمن الوطني (Nước Cộng hòa thống nhất)

## Z
- Zambia: Stand and Sing of Zambia, Proud and Free
- Zimbabwe: Simudzai Mureza wedu WeZimbabwe